# Mammendorf
Mammendorf là một đô thị trong bang Bayern, nước Đức. Đô thị Mammendorf có diện tích 21,21 km², dân số thời điểm 31 tháng 12 năm 2006 là 4522 người. Đô thị này ở giữa München và Augsburg. 
Mammendorf thuộc huyện Fürstenfeldbruck, Oberbayern cách 6 km về phía tây bắc của Fürstenfeldbruck. Các làng Nannhofen và Peretshofen thuộc đô thị Mammendorf.
Sông Maisach chảy qua Mammendorf.

## Giao thông
Mammendorf-Nannhofen nằm trên tuyến đường xe lửa München–Augsburg cũng là trạm cuối của S-Bahn München. Trạm xe lửa này được đổi tên vào ngày 11 tháng 12 năm 2005 từ Nannhofen sang Mammendorf. Mammendorf nằm trên tuyến đường xe hơi Bundesstraße 2.